# Pêro Velho de Taveirós
Pero Velho de Taveirós (fl. XIII secolo) è stato un trovatore portoghese attivo nella prima metà del XIII secolo.
Membro della media nobiltà portoghese, possibilmente fratello di Pai Soarez de Taveirós. È autore di tre testi: due cantigas de amor (una con tono parodico) e una tenzón con tematica amorosa scambiata con Pai Soarez de Taveirós.